# Chua-pen
Chua-pen (čínsky pchin-jinem huàběn, znaky zjednodušené 话本, tradiční 話本) je termín pro čínské povídky nebo novely psané většinou v hovorové čínštině, někdy obsahující jednoduché prvky klasického čínského jazyka. V kontrastu k čínskému románu nejsou obecně rozděleny do kapitol a vystupuje v nich omezený počet postav nebo událostí. Nejstarší chua-pen jsou doloženy z 12. století v sungské Číně. Žánr nebyl významný až do pozdně mingské doby (konec 16./začátek 17. století), ale už od poloviny 17. století nevznikala originální díla. V rámci vývoje čínské beletrie jsou povídky chua-pen dědici buddhistických příběhů pien-wen a tchangských vyprávění čchuan-čchi, a předchůdci povídek a románů mingské doby.

## Původ – sungská vyprávění
Zábavní čtvrtě obou hlavních měst čínské říše Sung, Kchaj-fengu a Chang-čou, byly domovem celé řady zábav, včetně vyprávění. Vypravěči byli specializovaní podle témat. Někteří vykládali historické příběhy, často přebrané z historie Tří říší (220–265), nebo Pěti dynastií a deseti říší (907–960), v několika sezeních, někdy v průběhu několika týdnů. Jiní se specializovali na buddhistické příběhy, které se vyvinuly ze starších buddhistických vyprávění pien-wen. Další skupina vypravěčů předkládala posluchačům příběhy v jednom sezení, jejich vyprávění se dělila do několika subžánrů, a sice příběhů banditů, fantastických příběhů duchů a démonů, milostných příběhů, a podobně. Povídky chua-pen měly základ v těchto městských vyprávěních.
Ze sungského období se nezachovaly žádné originální tištěné verze těchto příběhů, a existuje pouze jeden doklad z 14. a 15. století, ačkoli pozdější sbírky se prohlašují za původem sungské příběhy. Sbírka Čching-pching Šan-tchang chua-pen, kterou roku 1550 publikoval changčouský bibliofil Chung Pchien, je nejstarší známá tištěná sbírka povídek chua-pen. Původně obsahovala 60 povídek hlásících se do sungské a jünské doby, ale dochovala se jich jen méně než polovina a téměř všechny jsou hodnoceny jako nepříliš kvalitní. Jsou však nicméně nejstarším dokladem psaných verzí dosud jen orálních vyprávění. Struktura povídek zahrnovala úvodní báseň často sloužící jako prolog, další báseň na konci shrnovala poučení z příběhu. Ve vlastním prozaickém textu jednotlivé úseky obvykle také končily verši.

## Pozdně mingské povídkychua-penjako umělecký literární žánr
Povídky chua-pen vstoupily do literatury jako samostatný respektovaný žánr v pozdně mingském období, za panování císaře Wan-li (vládl 1572–1620). V prvních letech 17. století se v prosperující mingské Číně zvýšil počet škol a komerčních nakladatelství, rostla konkurence u úřednických zkoušek. Mnoho vzdělaných mužů nemohlo získat oficiální pozice, a tak se raději obrátili k psaní pro trh. Mezi jinými přijali toto rozhodnutí i autoři povídek chua-pen Feng Meng-lung (1574–1646) a Ling Meng-čchu (1580–1644). Jako vzdělaní učenci se značným literárním talentem shromažďovali a upravovali starší příběhy a psali nové, kterými si získávali nové publikum. Ačkoli používali konvence vypravěčů starších příběhů chua-pen, jejich nové povídky byla sofistikovaná a sebevědomá umělecká díla, pod která se tito autoři hrdě podepsali, spíše než by publikovali anonymně, jak to dělali romanopisci.
Feng Meng-lung ustavil chua-pen jako komerčně úspěšný žánr zveřejněním tří povídkových sbírek. První, Povídky staré a současné (古今小说, Ku-ťin siao-šuo), zveřejněné v roce 1620, se staly známé jako Povídání objasňující svět (喻世明言, Jü-š’ ming-jen). Následovaly je Povídání varující svět (警世通言, Ťing-š’ tchung-jen) v roce 1624 a Povídání o probuzeném světě (醒世恒言, Sing-š’ cheng-jen) v roce 1627. Vzhledem k tomu, že se všechny tituly končily znakem 言 (jen, slovo), tyto tři sbírky jsou často označované jako San-jen (三言, Tři slova, nebo Tři povídání).
Povídky chua-pen měly různorodá témata, odehrávaly se vesměs v městském prostředí mezi prostými lidmi. Moralizování autorů-vzdělanců se prolínalo se zábavou v několika žánrech, jako milostné příběhy a detektivky. Podle Jang Šu-chueje (autora anglického překladu prvních dvou sbírek) Tři povídání poskytují „živý panoramatický výhled na rušný svět císařské Číny před koncem mingské éry; vidíme nejen učence, císaře ministry a generálovy, ale galerii mužů a žen v jejich každodenním prostředí – obchodníky a řemeslníky, prostitutky a kurtizány, dohazovače a věštkyně, mnichy a mnišky, sluhy a služky, oblíbené a neoblíbené, jejich pohledy na život a smrt, a dokonce jejich vize podsvětí a nadpřirozena.“
Komerční úspěch Feng Meng-lungových sbírek inspiroval v letech 1628 a 1633 Ling Meng-čchua k vydání dvou sbírek Pchaj-an ťing-čchi (Podivuhodné příběhy, při nichž se údivem tluče do stolu) a Er-kche pchaj-an ťing-čchi (Podivuhodné příběhy, při nichž se údivem tluče do stolu, druhá sbírka), zkráceně dohromady Er Pchaj (二拍), každé se čtyřiceti povídkami. V kontrastu s Fengovými povídkami mají Lingovy příběhy kořeny v literatuře psané v klasické čínštině, přičemž příběhy jsou přepsány do hovorového jazyka.
Pod vlivem Fengova a Lingova úspěchu vyšlo ve 30. a 40. letech 17. století kolem dvou desítek sbírek povídek chua-pen. Originální a čtivé povídky vznikaly i po zániku říše Ming, za vlády Čchingů, např. sbírky Li Jüa (1610–1680).